# 极限特工系列
《极限特工》系列（英語：xXx，發音：Triple X），是由瑞克·威爾吉斯创作的美国动作片系列。該系列造就了明星馮·迪索和艾斯·库伯，共包含三部电影：《极限特工》（2002年）、《极限特工2》（2005年）和《限制級戰警：重返極限》（2017年）。该系列在全球票房收入為6.94亿美元。